# Raffaele Di Paco
Raffaele Di Paco, född den 6 juli 1908 i Fauglia, död den 21 maj 1996 på samma plats, var en italiensk tävlingscyklist som var professionell från 1930 till 1940. Han vann 15 etapper i Giro d'Italia och 11 i Tour de France under karriären.

## Meriter

### Landsväg
| 1928 9:a i Giro di Lombardia 1929 3:a i Giro di Lombardia 3:a i Giro di Campania 10:a i Giro di Romagna 1930 Vinnare av etapp 7 i Giro d'Italia Vinnare av Coppa Auricchio 2:a i Corsa del XX settembre 3:a i Coppa Cavacciocchi 4:a i Milano–Sanremo 7:a i Giro di Toscana 8:a i Giro di Lombardia 1931 Vinnare av etapperna 10, 11, 19, 21 och 22 i Tour de France 7:a i Giro della Provincia di Reggio Calabria 1932 Vinnare av etapperna 9, 14, 17 och 18 i Tour de France Vinnare av etapp 5 i Giro d'Italia Vinnare av Giro della Provincia Milano med Alfredo Binda Vinnare av GP Industria med Alfredo Binda 4:a i Giro di Campania 6:a i Milano–Sanremo | 1934 Vinnare totalt av Milano–Ascoli Vinnare av etapp 1 2:a i Giro del Veneto 1935 Vinnare av etapperna 3 och 5b (ITT) i Tour de France Vinnare av etapperna 9, 14, 17 och 18 i Giro d'Italia 3:a i Paris–Tours 1936 Vinnare av etapperna 3, 7, 14 och 15a i Giro d'Italia Vinnare av Milano–Mantova Vinnare av etapp 2 i Derby du Nord 1937 Vinnare av etapp 8b i Giro d'Italia 1938 Vinnare av etapperna 8 och 12 i Giro d'Italia 1940 Vinnare av Buenos Aires sexdagars med Gottfried Hürtgen 1844 Vinnare av Buenos Aires sexdagars med Frans Slaats |